# Miguel Ángel Castillo (calciatore cileno)
Miguel Ángel Castillo Sanhueza (Santiago del Cile, 25 agosto 1972) è un ex calciatore cileno, di ruolo centrocampista.

## Carriera

### Club
Ha cominciato a giocare al Palestino. Nel 1995 si è trasferito al Colchagua. Nel 1996 è tornato al Palestino, in cui ha militato fino al 1999. Nel 1999 si è trasferito in Messico, al León. Nel 2000 è stato acquistato dall'Huachipato. Nel 2001 è tornato al Palestino. Nel 2002 è passato all'Unión San Felipe. Nel 2004 si è trasferito al Deportes Naval. Nel 2005 è stato acquistato dal La Serena. Nel 2006 ha giocato in Bolivia, al Wilstermann. Nel 2007 ha giocato la sua ultima stagione al San Luis Quillota.

### Nazionale
Vanta una presenza in Nazionale.